# Receptor de mineralcorticoides
El receptor mineralocorticoide, también llamado receptor de la aldosterona, es un receptor citoplasmático de la subfamilia 3, grupo C, miembro 2 (NR3C2), de gran afinidad por los mineralocorticoides. Pertenece a la familia de receptores de hormonas esteroideas en las que el ligando difunde hacia el interior de la célula, interactúa con el receptor y produce transducción de señales que afecta la expresión de genes específicos en el núcleo celular. 
El gen del receptor mineralocorticoide NR3C2, está ubicado en el cromosoma 14 y codifica al receptor que es una proteína de 107 kDa. El receptor mineralocorticoide se expresa en varios tejidos, tales como el riñón, colon, corazón, sistema nervioso central (hipocampo), tejido adiposo y glándulas sudoríparas. En los tejidos epiteliales, la activación del receptor mineralocorticoide ocasiona la expresión de proteínas que regulan el transporte de agua y de iones, en especial el canal de sodio epitelial, la bomba de sodio y potasio, etc, lo cual aumenta la reabsorción de sodio y agua y, como consecuencia, se aumenta el volumen extracelular, aumenta la presión arterial y se secreta potasio al exterior del organismo para mantener la concentración normal de sales en el cuerpo.

## Activación
El receptor mineralocorticoide es un receptor intracelular y se activa con mineralocorticoides como la aldosterona y la desoxicorticoesterona, así como los glucocorticoides como el cortisol y la cortisona. También responde al estímulo de ciertas progestinas. Los medicamentos espironolactona y eplerenona—diuréticos ahorradores de potasio—son antagonistas del receptor de la aldosterona. Estos antimineralocorticoides se unen al receptor, el cual cambia su conformación estructural pero sin que se produzca una respuesta transcripcional.
Tan pronto se une el ligando aldosterna sobre el receptor mineralocorticoide, se produce una traslocación al núcleo celular, homodimerización y unión a elementos de respuesta hormonal presentes en el promotor de algunos genes. Ello resulta en el complejo reclutamiento de la maquinaria transcripcional de la secuencia de ADN en ARNm de los genes activados.

## Receptores relacionados
Algunos receptores con estructura similar al receptor mineralocorticoide incluyen el receptor androgénico, receptor de estrógeno, receptor de glucocorticoides, el receptor de hormona tiroidea, el receptor de vitamina D, etc.

## Interacciones
El receptor de mineralcorticoides ha demostrado ser capaz de interaccionar con:
- TRIM24[3][4]
- Receptor de glucocorticoides[5]